# 32969 Motohikosato
32969 Motohikosato este un asteroid din centura principală de asteroizi.

## Descriere
32969 Motohikosato este un asteroid din centura principală de asteroizi. A fost descoperit pe 6 august 1996 la Nanyo de Tomimaru Okuni. Asteroidul prezintă o orbită caracterizată de o semiaxă mare de 2,69 ua, o excentricitate de 0,21 și o înclinație de 5,6° în raport cu ecliptica.